# Nukuhiva adamsoni
Nukuhiva adamsoni is een spinnensoort in de taxonomische indeling van de kraamwebspinnen (Pisauridae).
Het dier behoort tot het geslacht Nukuhiva. De wetenschappelijke naam van de soort werd voor het eerst geldig gepubliceerd in 1933 door Lucien Berland.